# Sơn ca Obbia
Sơn ca Obbia, tên khoa học Spizocorys obbiensis, là một loài chim trong họ Alaudidae.
Nó được tìm thấy ở trung tâm Somalia, nơi nó là loài đặc hữu. Môi trường sống tự nhiên của nó là vùng cây bụi khô nhiệt đới hoặc cận nhiệt đới.
Trước đây hoặc hiện tại, một số nhà chức trách đã phân loại vỏ cây Obbia thuộc chi Calandrella.